# 郭豸
郭豸（1910年 - 1971年），台灣幼兒教育家，福建福州人，郭則澐長女，俞樾外玄孫女。北京輔仁大學國文系畢業，是台灣幼幼托兒所的創辦人。歷任幼稚教育學會總幹事，早年與多位幼教工作者發行幼兒教育月刊，培養訓練幼教師資。在台灣引入英國發現式學習。致力實驗及推廣以兒童為本位，著重自動自發的幼兒教育。

## 簡歷
- 1949年，隨丈夫陳舜畊來台。
- 1951年，在台北創辦幼幼托兒所。
- 1954年，赴美學習Montessori education(蒙台梭利教育法)。
- 1968年，擔任幼兒教育學會總幹事，為改革幼稚教育舉辦六次全國性的教學觀摩會。[6]
- 1971年，八月十三日，在台北騎腳踏車上班途中，車禍逝世，享年60歲。[7]。
- 1971年，陳舜畊先生因幼幼托兒所房產租約到期決定停辦幼幼托兒所，將其盈餘捐給台灣輔仁大學成立郭豸女士獎學金，以鼓勵幼教研究進修[8]。